# María Antonia Vázquez Segura
María Antonia Vázquez Segura (Arteaga, Michoacán, 13 de junio de 1955) es una política mexicana, miembro del Partido Revolucionario Institucional (PRI). Fue diputada federal de 1982 a 1985.

## Biografía
Es licenciada en Derecho egresada de la Universidad Michoacana de San Nicolás de Hidalgo. Ejerció como docente en el Instituto Tecnológico Agropecuario de Morelia en 1980.
Miembro del PRI desde 1970. De 1975 a 1978 fue asesora de Salvador Gudiño Cervantes, presidente de la Comisión Regional del Salario Mínimo, de 1977 a 1978 asesora en Servicios Legales de Michoacán, de 1979 a 1980 asesora legal de la Liga de Comunidades Agrarias y Sindicatos Campesinos —sección de la Confederación Nacional Campesina (CNC) en Michoacán—, organización de la que fue secretaria de Acción Femenil en 1980 y secretaria general de la Agrupación Nacional Femenil Revolucionaria (ANFER) en Michoacán en 1982.
En 1982 fue elegida diputada federal por el Distrito 13 de Michoacán a la LII Legislatura que ejerció de dicho año al de 1985.